# 자반 (사람)
공자 반(公子斑) 혹 자반(子斑, 子般)은 중국 노나라의 제17대 임금이다.

## 생애
노 장공은 정부인 애강(哀姜)에게서 아들을 얻지 못했으므로, 맹임 소생인 서자 반을 세우고자 했다. 장공의 아우 공자 아는 자기 형 공자 경보를 세우고자 했으나, 장공의 다른 아우 공자 우는 반을 지지했고, 공자 아를 형의 명령을 칭하여 짐살(짐독을 이용한 독살)했다. 이리하여, 8월에 노 장공이 죽은 후 공자 우가 반을 노후로 옹립했다.
옛날에 공자 반은 어인 낙(犖)이 여자를 희롱한 일로 매질한 적이 있었는데, 장공은 어인 낙이 장사이므로 반이 어인 낙을 처벌하되 죽이지 않은 것을 걱정했다. 10월, 공자 반이 외가인 당씨 집에 있었는데, 공자 경보가 어인 낙을 시켜 공자 반을 시해했다.

## 가정
- 노 장공 (아버지)
- 맹임 (어머니)
  - 자반
- 애강 (적모)
- 숙강
  - 노 민공 (아우)
- 성풍
  - 노 희공
- ?
  - 공자 수(동문양중)